# 斯洛伐克犹太人大屠杀

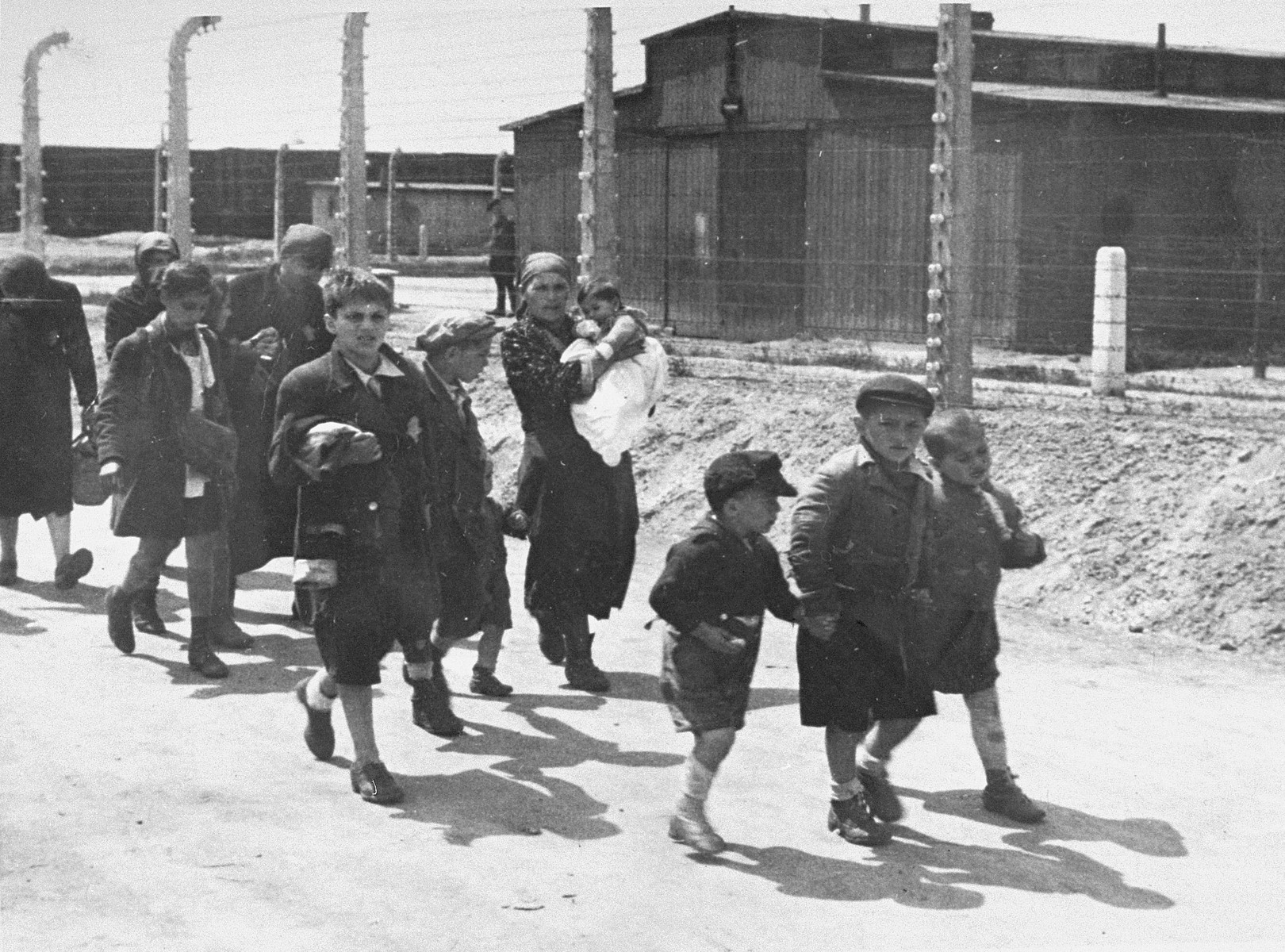
來自喀爾巴阡魯塞尼亞的猶太婦女和兒童走向毒氣室

斯洛伐克犹太人大屠杀是指二战期间，納粹德國的从属国斯洛伐克共和國当局对該國境内的犹太人进行的系统化掠夺、驱逐以及屠杀。1940年时，斯洛伐克全国共有89000犹太人口，据估算，其中有69000死于大屠杀。
1938年9月，慕尼黑協定签订后，斯洛伐克當局宣布斯洛伐克在捷克斯洛伐克境內拥有自治权；同年11月，第一次維也納仲裁裁決过后，斯洛伐克又将大片国土让予匈牙利。次年，执政党、族裔民族主义政党斯洛伐克人民黨在德方支持下宣布斯洛伐克独立。斯洛伐克政府将失去领土的罪责推卸给犹太人。该国的犹太人口便开始遭到歧视、骚扰，财产和生意也遭到没收。由于将犹太人排除在经济体系之外，斯洛伐克陷入贫困，当局进而将犹太人强征作劳工。1941年9月9日，政府通过了《犹太法规》，该法规号称是全欧洲最严苛的反犹法令。
1941年，斯洛伐克政府与德方商议了将犹太人大批量驱逐至德占波兰境内一事。1942年3-10月间，共计约58000名犹太人被送进奥斯威辛集中营和波蘭總督府下辖的卢布林区；这些人里只有几百人活到了战争结束。斯洛伐克政府负责组织运输工作。1944年8月，德国入侵斯洛伐克，引发斯洛伐克民族起义，对斯洛伐克犹太人的迫害又重新开始。又有约13500人被驱逐，另有几百至上千人被别动队H和赫林卡卫队应急单位屠杀。
斯洛伐克被苏联红军攻佔后，犹太幸存者们又一次面临反犹主义的威胁，也难以拿回被掠走的财产；这些幸存者中的大部分人都在1948年二月事件后移居外国。战后，捷克斯洛伐克共產黨掩蓋針對犹太人的大屠杀歷史；1989年天鵝絨革命后，国民的言论自由才被恢复。后来的极右翼民族主义势力一直在对斯洛伐克政府在犹太人大屠杀中负有共谋、从犯责任这一史实提出质疑。